# Eleições autárquicas portuguesas de 1985 no distrito de Faro
| Eleições autárquicas portuguesas de 1985 Distritos: Aveiro \| Beja \| Braga \| Bragança \| Castelo Branco \| Coimbra \| Évora \| Faro \| Guarda \| Leiria \| Lisboa \| Portalegre \| Porto \| Santarém \| Setúbal \| Viana do Castelo \| Vila Real \| Viseu \| Açores \| Madeira |

## Resultados por concelho
Os resultados nos concelhos do distrito de Faro foram os seguintes:

### Albufeira
| Partido                 | Partido                       | Votos  | %               | +/-  | Vereadores | +/-     |
| ----------------------- | ----------------------------- | ------ | --------------- | ---- | ---------- | ------- |
|                         | Partido Socialista            | 3 207  | 41,19 / 100,00  | 0,02 | 4 / 7      | 1       |
|                         | Partido Social Democrata      | 2 937  | 37,72 / 100,00  | 0,01 | 3 / 7      | Estável |
|                         | Aliança Povo Unido            | 775    | 9,95 / 100,00   | 2,04 | 0 / 7      | 1       |
|                         | Partido Renovador Democrático | 681    | 8,75 / 100,00   | Novo | 0 / 7      | Novo    |
| Votos Inválidos         | Votos Inválidos               | 186    | 2,38 / 100,00   | 1,29 |            |         |
| Total                   | Total                         | 7 786  | 100,00 / 100,00 |      | 7 / 7      |         |
| Eleitorado/Participação | Eleitorado/Participação       | 14 026 | 55,51 / 100,00  | 9,84 |            |         |

### Alcoutim
| Partido                 | Partido                  | Votos | %               | +/-  | Vereadores | +/-     |
| ----------------------- | ------------------------ | ----- | --------------- | ---- | ---------- | ------- |
|                         | Partido Socialista       | 1 630 | 52,90 / 100,00  | 0,76 | 3 / 5      | Estável |
|                         | Partido Social Democrata | 959   | 31,13 / 100,00  | 4,51 | 2 / 5      | 1       |
|                         | Aliança Povo Unido       | 322   | 10,45 / 100,00  | 3,05 | 0 / 5      | 1       |
| Votos Inválidos         | Votos Inválidos          | 170   | 5,52 / 100,00   | 2,22 |            |         |
| Total                   | Total                    | 3 081 | 100,00 / 100,00 |      | 5 / 5      |         |
| Eleitorado/Participação | Eleitorado/Participação  | 4 481 | 68,76 / 100,00  | 0,57 |            |         |

### Aljezur
| Partido                 | Partido                       | Votos | %               | +/-   | Vereadores | +/-     |
| ----------------------- | ----------------------------- | ----- | --------------- | ----- | ---------- | ------- |
|                         | Partido Socialista            | 1 722 | 50,87 / 100,00  | 1,86  | 4 / 5      | 1       |
|                         | Aliança Povo Unido            | 816   | 24,11 / 100,00  | 3,81  | 1 / 5      | Estável |
|                         | Partido Social Democrata      | 398   | 11,76 / 100,00  | 10,40 | 0 / 5      | 1       |
|                         | Partido Renovador Democrático | 308   | 9,10 / 100,00   | Novo  | 0 / 5      | Novo    |
| Votos Inválidos         | Votos Inválidos               | 141   | 4,17 / 100,00   | 0,65  |            |         |
| Total                   | Total                         | 3 385 | 100,00 / 100,00 |       | 5 / 5      |         |
| Eleitorado/Participação | Eleitorado/Participação       | 4 776 | 70,88 / 100,00  | 4,42  |            |         |

### Castro Marim
| Partido                 | Partido                       | Votos | %               | +/-   | Vereadores | +/-     |
| ----------------------- | ----------------------------- | ----- | --------------- | ----- | ---------- | ------- |
|                         | Partido Socialista            | 1 636 | 42,74 / 100,00  | 15,20 | 2 / 5      | 2       |
|                         | Partido Social Democrata      | 1 213 | 31,69 / 100,00  | 9,05  | 2 / 5      | 1       |
|                         | Partido Renovador Democrático | 566   | 14,79 / 100,00  | Novo  | 1 / 5      | Novo    |
|                         | Aliança Povo Unido            | 229   | 5,98 / 100,00   | 4,17  | 0 / 5      | Estável |
| Votos Inválidos         | Votos Inválidos               | 184   | 4,81 / 100,00   | 1,43  |            |         |
| Total                   | Total                         | 3 828 | 100,00 / 100,00 |       | 5 / 5      |         |
| Eleitorado/Participação | Eleitorado/Participação       | 5 586 | 68,53 / 100,00  | 2,51  |            |         |

### Faro
| Partido                 | Partido                       | Votos  | %               | +/-   | Vereadores | +/-     |
| ----------------------- | ----------------------------- | ------ | --------------- | ----- | ---------- | ------- |
|                         | Partido Social Democrata      | 9 531  | 44,17 / 100,00  | -     | 4 / 7      | -       |
|                         | Aliança Povo Unido            | 4 846  | 22,46 / 100,00  | 2,43  | 2 / 7      | Estável |
|                         | Partido Socialista            | 4 620  | 21,41 / 100,00  | 11,86 | 1 / 7      | 1       |
|                         | Partido Renovador Democrático | 1 793  | 8,31 / 100,00   | Novo  | 0 / 7      | Novo    |
|                         | União Democrática Popular     | 162    | 0,75 / 100,00   | 0,34  | 0 / 7      | Estável |
| Votos Inválidos         | Votos Inválidos               | 626    | 2,90 / 100,00   | 0,53  |            |         |
| Total                   | Total                         | 21 578 | 100,00 / 100,00 |       | 7 / 7      |         |
| Eleitorado/Participação | Eleitorado/Participação       | 37 289 | 57,87 / 100,00  | 11,91 |            |         |

### Lagoa
| Partido                 | Partido                       | Votos  | %               | +/-   | Vereadores | +/-     |
| ----------------------- | ----------------------------- | ------ | --------------- | ----- | ---------- | ------- |
|                         | Partido Social Democrata      | 3 318  | 40,29 / 100,00  | 18,39 | 3 / 7      | 1       |
|                         | Partido Socialista            | 2 149  | 26,09 / 100,00  | 20,16 | 2 / 7      | 2       |
|                         | Partido Renovador Democrático | 1 294  | 15,71 / 100,00  | Novo  | 1 / 7      | Novo    |
|                         | Aliança Povo Unido            | 1 222  | 14,84 / 100,00  | 3,18  | 1 / 7      | Estável |
| Votos Inválidos         | Votos Inválidos               | 253    | 3,07 / 100,00   | 1,31  |            |         |
| Total                   | Total                         | 8 236  | 100,00 / 100,00 |       | 7 / 7      |         |
| Eleitorado/Participação | Eleitorado/Participação       | 11 994 | 68,67 / 100,00  | 6,16  |            |         |

### Lagos
| Partido                 | Partido                       | Votos  | %               | +/-   | Vereadores | +/-     |
| ----------------------- | ----------------------------- | ------ | --------------- | ----- | ---------- | ------- |
|                         | Partido Socialista            | 3 598  | 32,76 / 100,00  | 11,32 | 3 / 7      | 1       |
|                         | Partido Renovador Democrático | 2 672  | 24,33 / 100,00  | Novo  | 2 / 7      | Novo    |
|                         | Partido Social Democrata      | 2 218  | 20,20 / 100,00  | -     | 1 / 7      | -       |
|                         | Aliança Povo Unido            | 1 795  | 16,34 / 100,00  | 5,05  | 1 / 7      | Estável |
|                         | Centro Democrático Social     | 349    | 3,18 / 100,00   | -     | 0 / 7      | -       |
| Votos Inválidos         | Votos Inválidos               | 350    | 3,19 / 100,00   | 0,88  |            |         |
| Total                   | Total                         | 10 982 | 100,00 / 100,00 |       | 7 / 7      |         |
| Eleitorado/Participação | Eleitorado/Participação       | 16 663 | 65,91 / 100,00  | 8,79  |            |         |

### Loulé
| Partido                 | Partido                       | Votos  | %               | +/-  | Vereadores | +/-     |
| ----------------------- | ----------------------------- | ------ | --------------- | ---- | ---------- | ------- |
|                         | Partido Social Democrata      | 11 218 | 52,28 / 100,00  | 8,46 | 5 / 7      | 1       |
|                         | Partido Socialista            | 5 292  | 24,66 / 100,00  | 5,03 | 2 / 7      | Estável |
|                         | Partido Renovador Democrático | 1 721  | 8,02 / 100,00   | Novo | 0 / 7      | Novo    |
|                         | Aliança Povo Unido            | 1 591  | 7,41 / 100,00   | 6,14 | 0 / 7      | 1       |
|                         | Centro Democrático Social     | 863    | 4,02 / 100,00   | 3,37 | 0 / 7      | Estável |
|                         | União Democrática Popular     | 103    | 0,48 / 100,00   | 0,64 | 0 / 7      | Estável |
| Votos Inválidos         | Votos Inválidos               | 671    | 3,13 / 100,00   | 1,30 |            |         |
| Total                   | Total                         | 21 459 | 100,00 / 100,00 |      | 7 / 7      |         |
| Eleitorado/Participação | Eleitorado/Participação       | 36 256 | 59,19 / 100,00  | 9,35 |            |         |

### Monchique
| Partido                 | Partido                  | Votos | %               | +/-   | Vereadores | +/-     |
| ----------------------- | ------------------------ | ----- | --------------- | ----- | ---------- | ------- |
|                         | Partido Socialista       | 3 937 | 66,96 / 100,00  | 22,29 | 4 / 5      | 1       |
|                         | Partido Social Democrata | 1 672 | 28,44 / 100,00  | 5,79  | 1 / 5      | 1       |
|                         | Aliança Povo Unido       | 142   | 2,41 / 100,00   | 4,39  | 0 / 5      | Estável |
| Votos Inválidos         | Votos Inválidos          | 129   | 2,20 / 100,00   | 1,40  |            |         |
| Total                   | Total                    | 5 880 | 100,00 / 100,00 |       | 5 / 5      |         |
| Eleitorado/Participação | Eleitorado/Participação  | 8 055 | 73,00 / 100,00  | 1,98  |            |         |

### Olhão
| Partido                 | Partido                       | Votos  | %               | +/-  | Vereadores | +/-     |
| ----------------------- | ----------------------------- | ------ | --------------- | ---- | ---------- | ------- |
|                         | Partido Socialista            | 6 806  | 43,97 / 100,00  | 6,28 | 4 / 7      | 1       |
|                         | Partido Social Democrata      | 4 563  | 29,48 / 100,00  | -    | 2 / 7      | -       |
|                         | Aliança Povo Unido            | 2 846  | 18,39 / 100,00  | 0,59 | 1 / 7      | Estável |
|                         | Partido Renovador Democrático | 851    | 5,50 / 100,00   | Novo | 0 / 7      | Novo    |
| Votos Inválidos         | Votos Inválidos               | 413    | 2,67 / 100,00   | 1,54 |            |         |
| Total                   | Total                         | 15 479 | 100,00 / 100,00 |      | 7 / 7      |         |
| Eleitorado/Participação | Eleitorado/Participação       | 27 373 | 56,55 / 100,00  | 8,87 |            |         |

### Portimão
| Partido                 | Partido                       | Votos  | %               | +/-  | Vereadores | +/-     |
| ----------------------- | ----------------------------- | ------ | --------------- | ---- | ---------- | ------- |
|                         | Partido Socialista            | 9 768  | 51,96 / 100,00  | 3,32 | 4 / 7      | Estável |
|                         | Partido Social Democrata      | 4 408  | 23,45 / 100,00  | -    | 2 / 7      | -       |
|                         | Aliança Povo Unido            | 2 095  | 11,14 / 100,00  | 6,17 | 1 / 7      | Estável |
|                         | Partido Renovador Democrático | 1 798  | 9,56 / 100,00   | Novo | 0 / 7      | Novo    |
|                         | União Democrática Popular     | 148    | 0,79 / 100,00   | 0,16 | 0 / 7      | Estável |
| Votos Inválidos         | Votos Inválidos               | 583    | 3,10 / 100,00   | 0,70 |            |         |
| Total                   | Total                         | 18 800 | 100,00 / 100,00 |      | 7 / 7      |         |
| Eleitorado/Participação | Eleitorado/Participação       | 29 344 | 64,07 / 100,00  | 7,93 |            |         |

### São Brás de Alportel
| Partido                 | Partido                  | Votos | %               | +/-   | Vereadores | +/-     |
| ----------------------- | ------------------------ | ----- | --------------- | ----- | ---------- | ------- |
|                         | Partido Social Democrata | 2 393 | 58,62 / 100,00  | 25,53 | 3 / 5      | 1       |
|                         | Partido Socialista       | 897   | 21,97 / 100,00  | 17,76 | 1 / 5      | 1       |
|                         | Aliança Povo Unido       | 657   | 16,10 / 100,00  | 7,00  | 1 / 5      | Estável |
| Votos Inválidos         | Votos Inválidos          | 135   | 3,30 / 100,00   | 0,78  |            |         |
| Total                   | Total                    | 4 082 | 100,00 / 100,00 |       | 5 / 5      |         |
| Eleitorado/Participação | Eleitorado/Participação  | 6 357 | 64,21 / 100,00  | 5,03  |            |         |

### Silves
| Partido                 | Partido                   | Votos  | %               | +/-   | Vereadores | +/-     |
| ----------------------- | ------------------------- | ------ | --------------- | ----- | ---------- | ------- |
|                         | Aliança Povo Unido        | 7 064  | 42,64 / 100,00  | 13,35 | 4 / 7      | 2       |
|                         | Partido Social Democrata  | 5 141  | 31,04 / 100,00  | 3,58  | 2 / 7      | Estável |
|                         | Partido Socialista        | 3 189  | 19,25 / 100,00  | 18,58 | 1 / 7      | 2       |
|                         | Centro Democrático Social | 520    | 3,14 / 100,00   | -     | 0 / 7      | -       |
| Votos Inválidos         | Votos Inválidos           | 651    | 3,93 / 100,00   | 0,09  |            |         |
| Total                   | Total                     | 16 565 | 100,00 / 100,00 |       | 7 / 7      |         |
| Eleitorado/Participação | Eleitorado/Participação   | 25 718 | 64,41 / 100,00  | 8,48  |            |         |

### Tavira
| Partido                 | Partido                       | Votos  | %               | +/-   | Vereadores | +/-     |
| ----------------------- | ----------------------------- | ------ | --------------- | ----- | ---------- | ------- |
|                         | Partido Socialista            | 5 864  | 47,76 / 100,00  | 1,05  | 4 / 7      | Estável |
|                         | Partido Social Democrata      | 4 131  | 33,65 / 100,00  | 15,39 | 3 / 7      | 2       |
|                         | Aliança Povo Unido            | 1 063  | 8,66 / 100,00   | 2,59  | 0 / 7      | 1       |
|                         | Partido Renovador Democrático | 716    | 5,83 / 100,00   | Novo  | 0 / 7      | Novo    |
|                         | União Democrática Popular     | 150    | 1,22 / 100,00   | 1,12  | 0 / 7      | Estável |
| Votos Inválidos         | Votos Inválidos               | 354    | 2,88 / 100,00   | 1,34  |            |         |
| Total                   | Total                         | 12 278 | 100,00 / 100,00 |       | 7 / 7      |         |
| Eleitorado/Participação | Eleitorado/Participação       | 19 753 | 62,16 / 100,00  | 4,78  |            |         |

### Vila do Bispo
| Partido                 | Partido                   | Votos | %               | +/-   | Vereadores | +/-     |
| ----------------------- | ------------------------- | ----- | --------------- | ----- | ---------- | ------- |
|                         | Aliança Povo Unido        | 1 124 | 35,80 / 100,00  | 9,43  | 2 / 5      | 1       |
|                         | Partido Socialista        | 1 009 | 32,13 / 100,00  | 7,52  | 2 / 5      | Estável |
|                         | Partido Social Democrata  | 844   | 26,88 / 100,00  | 17,85 | 1 / 5      | 1       |
|                         | União Democrática Popular | 84    | 2,68 / 100,00   | -     | 0 / 5      | -       |
| Votos Inválidos         | Votos Inválidos           | 79    | 2,52 / 100,00   | 3,58  |            |         |
| Total                   | Total                     | 3 140 | 100,00 / 100,00 |       | 5 / 5      |         |
| Eleitorado/Participação | Eleitorado/Participação   | 4 546 | 69,07 / 100,00  | 4,04  |            |         |

### Vila Real de Santo António
| Partido                 | Partido                 | Votos  | %               | +/-   | Vereadores | +/- |
| ----------------------- | ----------------------- | ------ | --------------- | ----- | ---------- | --- |
|                         | Partido Socialista      | 4 509  | 48,41 / 100,00  | 22,18 | 4 / 7      | 2   |
|                         | Aliança Povo Unido      | 4 500  | 48,31 / 100,00  | 1,82  | 3 / 7      | 1   |
| Votos Inválidos         | Votos Inválidos         | 305    | 3,27 / 100,00   | 0,12  |            |     |
| Total                   | Total                   | 9 314  | 100,00 / 100,00 |       | 7 / 7      |     |
| Eleitorado/Participação | Eleitorado/Participação | 12 984 | 71,73 / 100,00  | 5,81  |            |     |